# 援救圣母站
援救聖母站（義大利語：Santa Maria del Soccorso）是羅馬地鐵的一個車站。車站取自分附近的援救聖母廣場（Piazza Santa Maria del Soccorso）。援救聖母站是羅馬地鐵B線的車站，開通於1990年12月。

## 外部連結
- The station on the ATAC site （页面存档备份，存于）